# Szerbia és Montenegró-i férfi jégkorong-válogatott
A Szerbia és Montenegró-i férfi jégkorong-válogatott Szerbia és Montenegró nemzeti csapata volt, 2006-ban Szerbia és Montenegró szétválásával megszűnt. Jogelőde a jugoszláv válogatott, jogutóda a szerb válogatott.
A válogatott legmagasabb IIHF-világranglista helyezése a 29. hely volt (2003). A válogatott A divíziós világbajnokságon és téli olimpián sosem szerepelt.

## Eredmények

### Világbajnokság
- 1939–1992 – a jugoszláv válogatott színeiben versenyeztek
- 1993–1994 – nem vettek részt
- 1995–2006 – nem jutott ki az élvonalbeli világbajnokságra

### Olimpiai játékok
- 1924–1992 – a jugoszláv válogatott színeiben versenyeztek
- 1995–2006 – nem jutott ki